# آلان ريتشارد وايت
كان آلان ريتشارد وايت (9 أكتوبر 1922 - 23 فبراير 1992) من رواد الفلسفة التحليلية، وتركز عمله على نظرية المعرفة، وفلسفة العقل، والفلسفة القانونية. يشير بيتر هاكر إلى أنه كان «المطور الأكثر مهارة لأفكار رايل ... في علم النفس الفلسفي» وأنه «إن كان ثمة من تفوق على أوستن في التمييز الدقيق والمضبوط بين الفروقات النحوية، فهو وايت». يشير ريتشارد سوينبيرن إلى أنه «لم يكن هناك لسان في أوج فلسفة اللغة العادية يمارسها أفضل منه».

## السيرة الذاتية
وُلد آلان آر. وايت (الاسم الذي يُذكر به عادةً) في تورونتو يوم 9 أكتوبر 1922، وهو الابن الأكبر للمهاجرين الأيرلنديين جورج ألبرت وايت (1888 – 1940)، وكيل عقارات من سترابان، وجان غابرييل (كينغستون) وايت (1888–1957). بعد انفصال والديه في مطلع ثلاثينيات القرن العشرين، انتقل وشقيقه مع والدتهما الكاثوليكية عندما عادت إلى مسقط رأسها في كورك (حيث عملت في تجارة الأقمشة). تعلما هناك ضمن عقيدة والدهما البروتستانتية، مقيمين في كلية ميدلتون حتى المستوى السادس. انتقل وايت بعد ذلك إلى كلية التجلي (الكاثوليكية) في كورك، تحضيرًا للالتحاق بكلية الثالوث في دبلن. وعلى الرغم من تعليمه الديني، إلا أنه في غضون سنوات قليلة فقط، أصبح وايت، حسبما لاحظ زميله الأكاديمي بول غيلبرت، «ملحدًا متشددًا».
التحق وايت في كلية الثالوث عام 1941 بمجال الكلاسيكيات من خلال منحتين مساعدتين. وخلال فترة وجوده هناك شغل منصب رئيس الجمعية الفلسفية بالجامعة. تخرج عام 1945 بالمركز الأول في كل من الكلاسيكيات و«العلوم العقلية والأخلاقية» (الفلسفة). قيل إنه، حسب زعم ديفد جيه. ماثيسون، حقق علامات فاقت 100% في بعض امتحاناته من خلال تقديمها باللغة الأيرلندية، إذ منحه ذلك درجات إضافية. تشمل الإنجازات الأخرى خلال فترة دراسته الجامعية جوائز عن الفلسفة الهيغلية والملاكمة من فئة وزن الذبابة. يشهد على ذلك أستاذ الفلسفة في كلية الثالوث إيه. إيه. لوس الذي قال إنه كان «مشاكسًا» خارج الحلبة أيضًا، مستذكرًا أنهما خاضا «العديد من النزالات الفكرية» عندما كان وايت طالبًا في فصله.
خلال ذلك الوقت أيضًا، الذي تزامن مع «حالة الطوارئ» في الحرب العالمية الثانية، خدم وايت مع قوة الدفاع المحلية في كتيبة بنادق دبلن الثانية والأربعين. وبعد التخرج بقي في كلية الثالوث لمدة عام من أجل تحصيل دراسي أعلى في الكلاسيكيات والعمل محاضرًا مساعدًا في المنطق.
في 1946 تعين وايت مدرسًا مساعدًا في قسم الفلسفة وعلم النفس في كلية هل الجامعية (آنذاك)، وكان طاقم القسم يشمل في البداية وايت والأستاذ تي. إي. جيسوب فقط. حصل وايت على هذا المنصب بناءً على توصية لوس الذي ساهم في «لائحة بقايا المخطوطة» في عمل جيسوب ببليوغرافيا جورج بيركلي (1934).
قبل وصوله، كان جيسوب يؤدي جميع واجبات التدريس لكل من الفلسفة وعلم النفس. وعلى الرغم من تعيين أول محاضر متخصص في علم النفس في هل، وهو جورج ويستبي، في نفس الوقت تقريبًا الذي تعين فيه وايت، فإن الأخير درّس بنفسه أيضًا علم النفس بالإضافة إلى طلاب الفلسفة بعد فترة طويلة من حصول الكلية على صفة جامعة في 1954 وتشكيل قسمين منفصلين. دوّن يولين بليس أنه «بتواطؤ» من وايت وويستبي، زميل في المجموعة الرايلية، نجح ويستبي في جعل قسم علم النفس في هل «مركزًا لمزيج مميز من فلسفة اللغة العادية وعلم النفس السلوكي» في سنواته الأولى. ونوه ويستبي بنفسه إلى «تعاون وايت الذي لا يقدر بثمن» في استحداث وإدارة مقرر «المشكلات الفلسفية للعلوم» لمدة ثلاث سنوات. وقد كان الهدف من المقرر ضمان تقدير طلاب علم النفس لفكرة «أنه من المستحيل أن يكون لديك لغة علمية تقنية بحتة»، وأن الفحص الشامل للمفاهيم «العقلية»، حسب ملاحظة وايت، إعداد ضروري «حتى لأولئك الذين يدور جل اهتمامهم حول علم النفس».